# Cellore
Cèllore (Sèlore in veneto) è una frazione del comune di Illasi, in provincia di Verona.
Come giurisdizione ecclesiastica il paese appartiene alla Diocesi di Verona ed è sede di parrocchia (San Zeno Vescovo).

## Geografia fisica
La frazione sorge 2 km a nord del capoluogo comunale, a un'altitudine di 214 m s.l.m., all'inizio della risalita della Val d'Illasi all'interno dell'altopiano lessinico.
È interessata dal percorso dell'omonimo Progno, che sfocia nell'Adige nella Bassa Veronese.
Dista 22 km da Verona e si trova sulla direttrice che porta a Giazza.

## Storia
Il toponimo ha origine incerta: potrebbe derivare dal latino “cella” (ovvero deposito, dispensa, magazzino) o da “cellarius” (dispensiere). Recenti studi propendono per "cellula", ovvero "galera", "prigione" come dimostrano diversi documenti a partire dal XV secolo.
La storia di Cellore ha radici lontane: un insediamento risalente al 700 a.C. venne ritrovato sul monte Garzon. Inoltre, sullo stesso monte, vennero trovati cocci risalenti all'età del bronzo, oltre a selci e punte di freccia attribuibili al Neolitico.
Nel 2007, in località Arano, su un'area destinata alla lottizzazione, è stata ritrovata una necropoli risalente a circa 2000 anni a.C., che gli archeologi fanno risalire al periodo Eneolitico. Gli scavi sono terminati nel 2009 e hanno rivelato una settantina di sepolture contenenti scheletri rannicchiati in posizione fetale. Ritrovamenti di monete, reperti e il monumento funebre ai Sertorius (in località Cisolino) indicano la presenza degli antichi Romani nell'area, ampiamente confermata dalle ultime ricerche.
Nel 1878, durante gli scavi per la costruzione della nuova chiesa parrocchiale, vennero ritrovate alcune sepolture attribuite ai Longobardi di Alboino (anno 570). Recenti studi indicano le sepolture trovate a Cellore non sono longobarde del primo periodo ma del periodo del dominio dei Franchi. Con il loro arrivo i Longobardi non sparirono ma continuarono a esistere fino alla loro omologazione con gli Italici. E circa alla stessa data si presume risalga l'antica chiesa poi detta Abbazia di San Zeno minore, dipendente da quella omonima presente in città, ma che prima dipendeva dall'antica Pieve di San Giorgio di Illasi. Sia Federico Barbarossa (nel 1163) sia Papa Urbano III (nel 1187) confermarono l'assoggettamento dell'Abbazia di Cellore a quella di San Zeno in Verona. L'antica chiesa prende il titolo di Abazia di riflesso, appartenendo all'Abazia di San Zeno Maggiore. Per gli Abati di San Zeno avere degli obblighi per Cellore era solo un impegno in più, tanto che spesso delegavano i nobiluomini di Cellore ma soprattutto il Pievano di Illasi a gestire le nomine del Rettore della Chiesa di Cellore. Famoso fu quel Curato di Cazzano nominato Rettore di Cellore che dopo pochi giorni si dimise: "a Cellore non si può lavorare". Evidentemente stava meglio in un ruolo inferiore ma in una chiesa parrocchiale. Siamo nel 1732.
Contrariamente a quello che si pensa a Cellore non esistevano conventi, ma solo dimore padronali come il cosiddetto "Arco delle Madonne" e la dimora nobiliare della famiglia De Nicolis (ad Arano), ancor oggi ben conservata e che presentava in facciata lo stemma gentilizio del 1437 (asportato con l'ultima ristrutturazione).
Già nel 1544 si ritrova citata nei documenti la fontana di Arano (la vasca odierna non è quella originale, quelle originali sono state dissepolte nel 1998 e sono state trasformate in fioriere e sono visibili sul posto. La vasca privata dei Conti Pompei ora è visibile in una corte poco distante. Il paese seguì le vicende della zona, soggetto dunque per secoli alla dominazione veneziana ma comunque un comune a sé stante fino a gennaio 1819 quando gli austriaci formarono un solo comune di Illasi con frazione di Cellore.

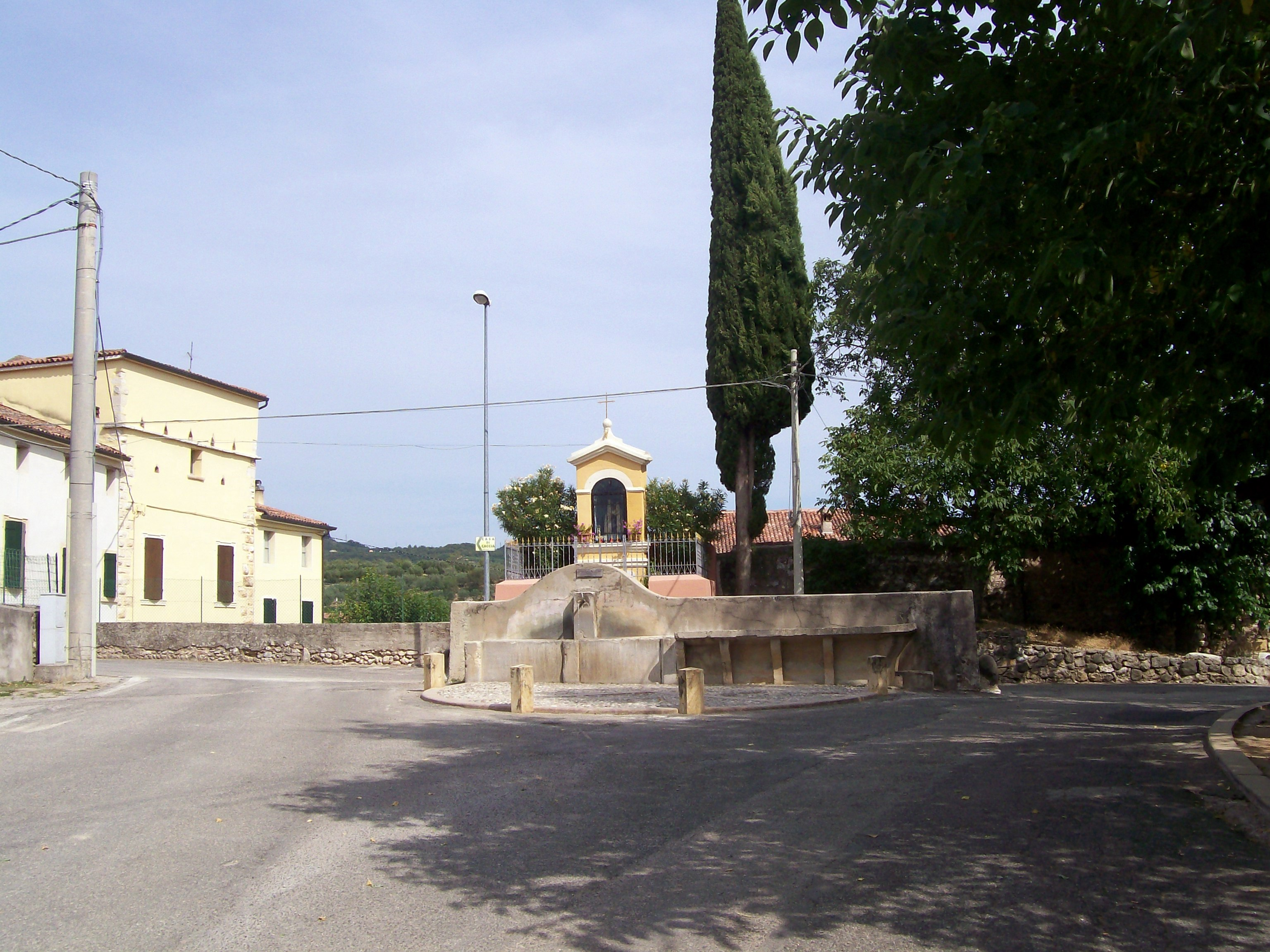
La fontana in località Arano

All'ombra del leone veneziano si ebbe la cessione della proprietà dell'acqua, che Venezia aveva concesso al comune di Illasi, ai Pompei (famiglia nobile residente a Illasi) e il Comune d'Illasi. Dopo una battaglia a colpi di carte bollate avvenuta nel 1912, i celloresi mantennero i loro diritti su parte dell'acqua mentre il resto continuò a scorrere verso il capoluogo. Nel secolo precedente la ormai decadente Serenissima, non avendo più bisogno di condottieri in armi, si disinteressò dei problemi sorti tra gli abitanti di Arano e i conti Pompei.
Nel 1773 la Serenissima decretò la soppressione della giurisdizione civile dell'Abazia di San Zeno Maggiore e nel 1797 del non monastero di Cellore che passa al Vescovo di Verona. Per la parte religiosa la comunità continuò, come da sempre a far parte della parrocchia di Cazzano di Tramigna fino al 1853 quando la Curia vescovile emise il decreto di istituzione della parrocchia di Cellore. Salvo un rimborso di 3.500 lire austriache per la perdita causata al parroco di Cazzano, la somma fu pagata interamente dal comune di Illasi.
Da ricordare che fu curato (dal 1923, per cinque anni) della parrocchia di San Zeno, don Domenico Mercante, l'eroico parroco di Giazza che venne fucilato dai tedeschi (assieme a un soldato che si rifiutò di sparare - Leonhard Dallasega) alla fine della seconda guerra mondiale a Passo Pertica, sul gruppo del Carega. Al sacerdote sono dedicate le scuole elementari del paese.

## Monumenti e luoghi d'interesse

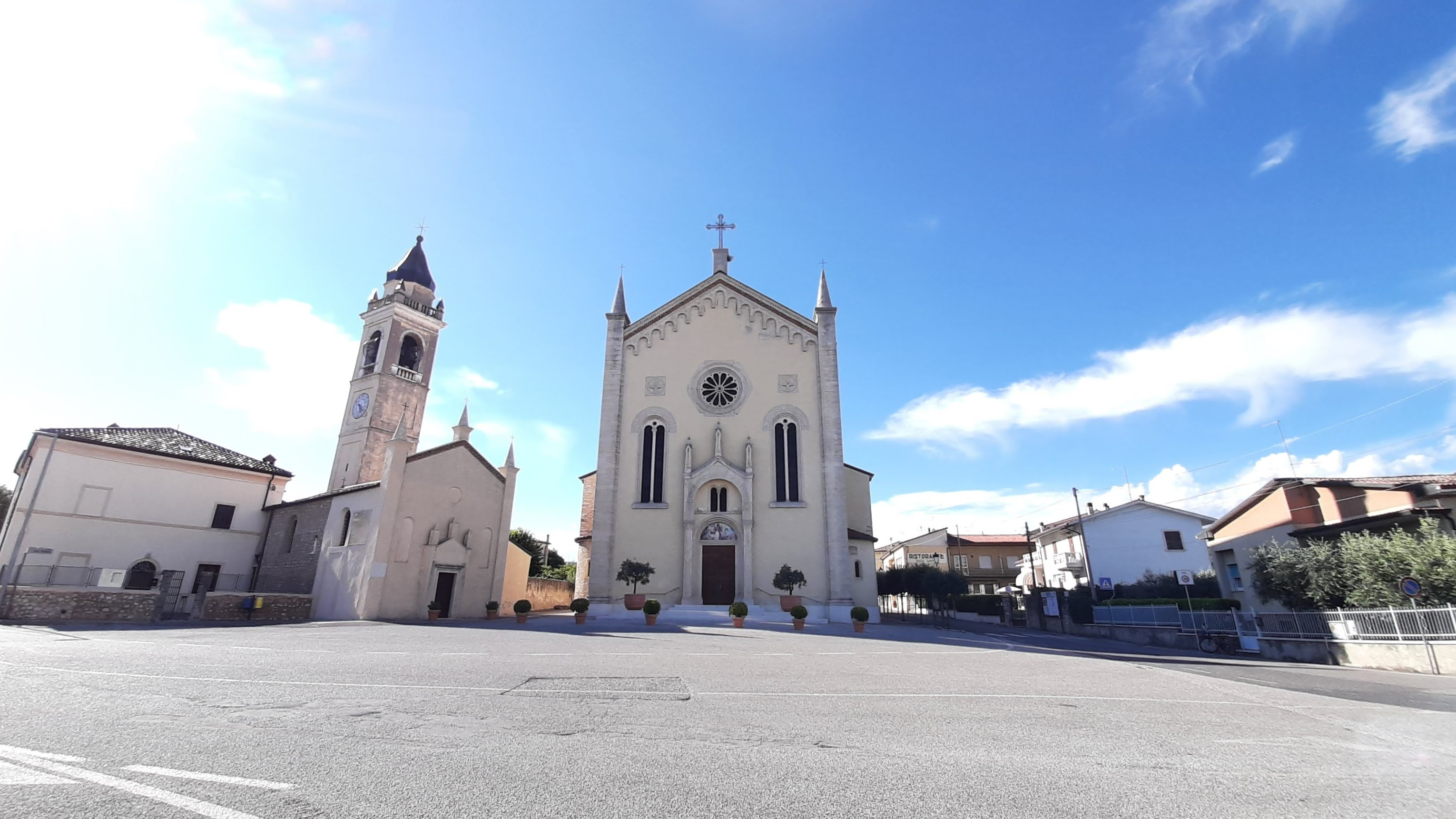
L'Abbazia Minore di San Zeno, il campanile e la chiesa parrocchiale, sempre dedicata a San Zeno Vescovo, in Cellore

### L'Abbazia Minore di San Zeno
Non fondata probabilmente nell'anno 600, sorge nella piazza centrale del paese, a sinistra della chiesa parrocchiale per l'osservatore, vicina al campanile.
Le dimensioni originarie erano appena più ampie ma furono ridotte nel 1878 con la costruzione della parrocchiale. Era dotata di quattro altari (compreso quello maggiore): l'unico ancora esistente a Cellore è quello della Madonna col Bambino conservato nella parrocchiale mentre l'altare maggiore si trova nella chiesa di Pai (comune di Torri del Benaco). Sempre in questa chiesa era presente il famoso “Gruppo del Calvario”.
Sono presenti affreschi: da notare quelli di Francesco Morone datati 1517 (“Il Padre Eterno”, “Annunciazione” e “Gli Evangelisti”).

## Eventi
- Festa di San Zeno e San Sebastiano, della Pearà e dei Vini locali (2ª domenica di maggio)
- Festa della Croce sul Monte Garzon (25 aprile), a ricordo dell'evitata escavazione del monte per trarne materiale con cui costruire la terza corsia dell'autostrada A4. Sul monte, per tale motivo, sorge una grande Croce, un altare e una campana.

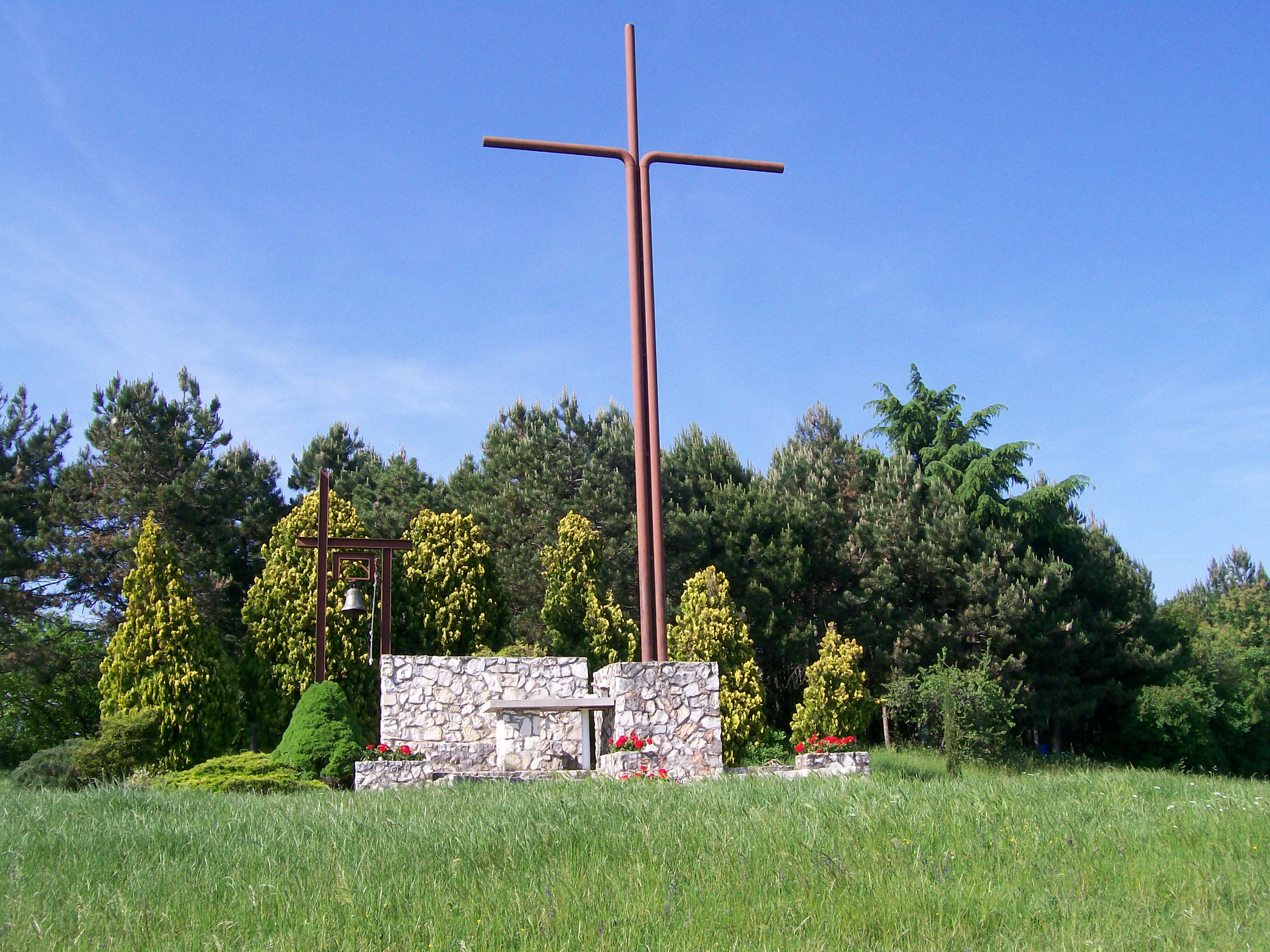
La Croce, l'altare e la campana sul Monte Garzon

## Infrastrutture e trasporti
Cellore è interessata dal percorso della Strada Provinciale 10: questa arteria ha inizio in prossimità della ex SS11 Padana Superiore, 20 km a est di Verona, e percorre tutta la Val d'Illasi fino a Giazza.
Fra il 1883 e il 1956 era presente una fermata della tranvia Caldiero-Tregnago, diramazione della Verona-San Bonifacio che rappresentò il mezzo di trasporto principale per il collegamento di persone e merci fra Verona e la bassa Val d'Illasi. Soggetta nel corso della sua storia a diversi passaggi di gestione, la linea venne elettrificata nel 1921.

## Galleria d'immagini

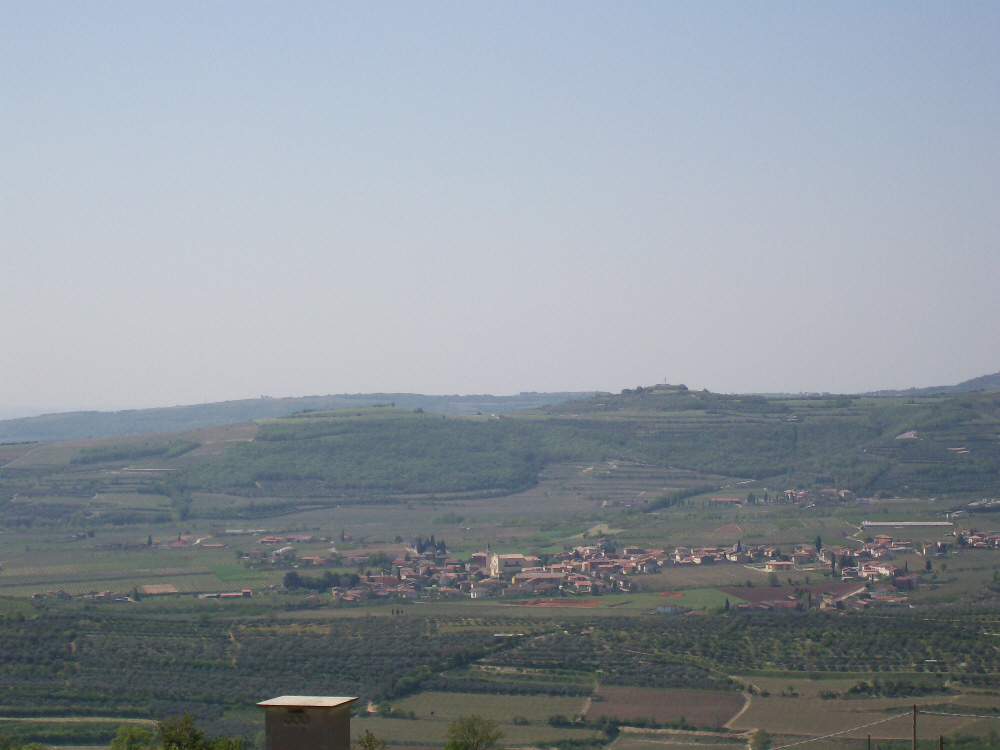
Veduta di Cellore dalle colline della dorsale est della Val Tramigna
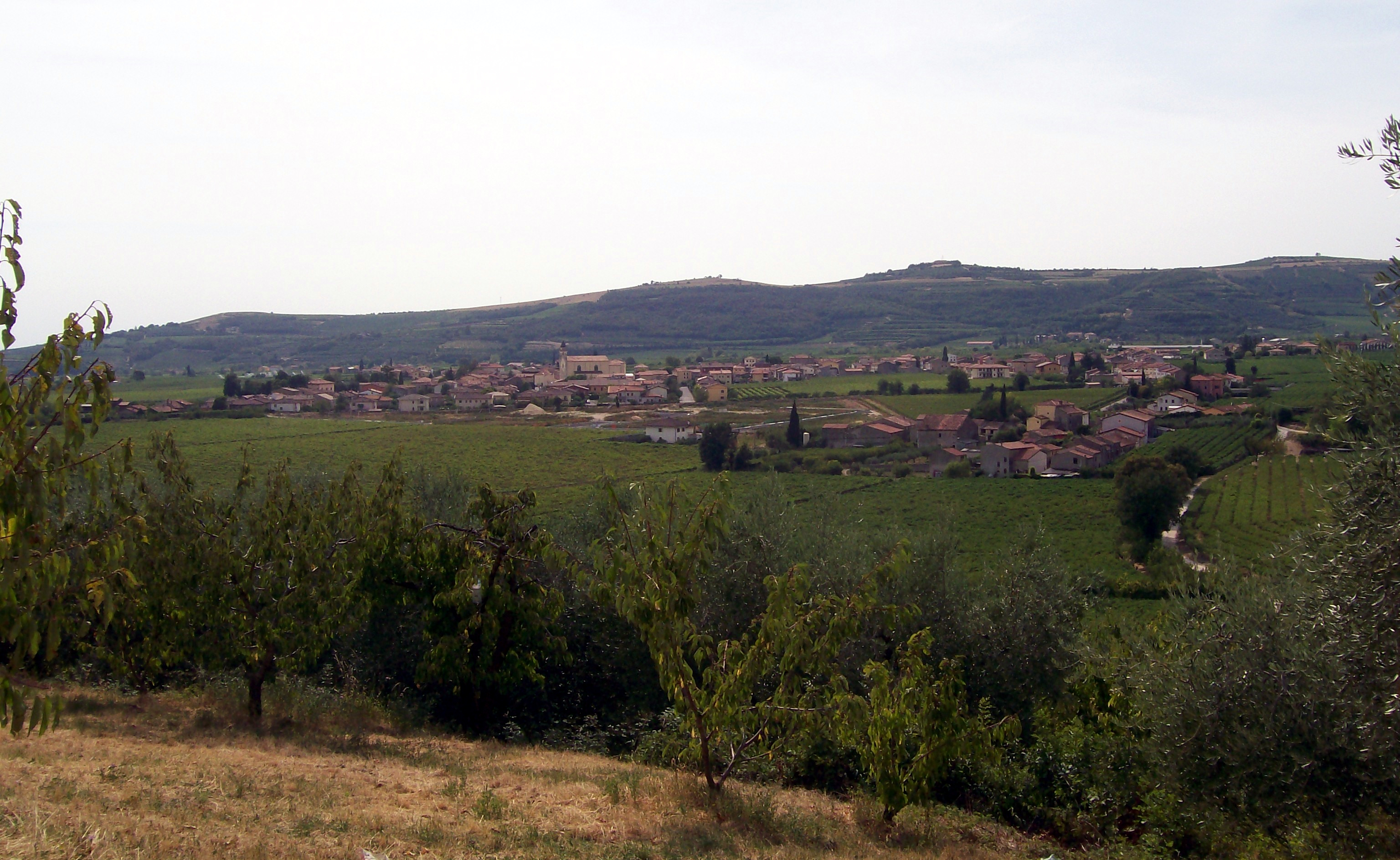
Veduta di Cellore dalle colline che dividono la Val d'Illasi dalla Val Tramigna
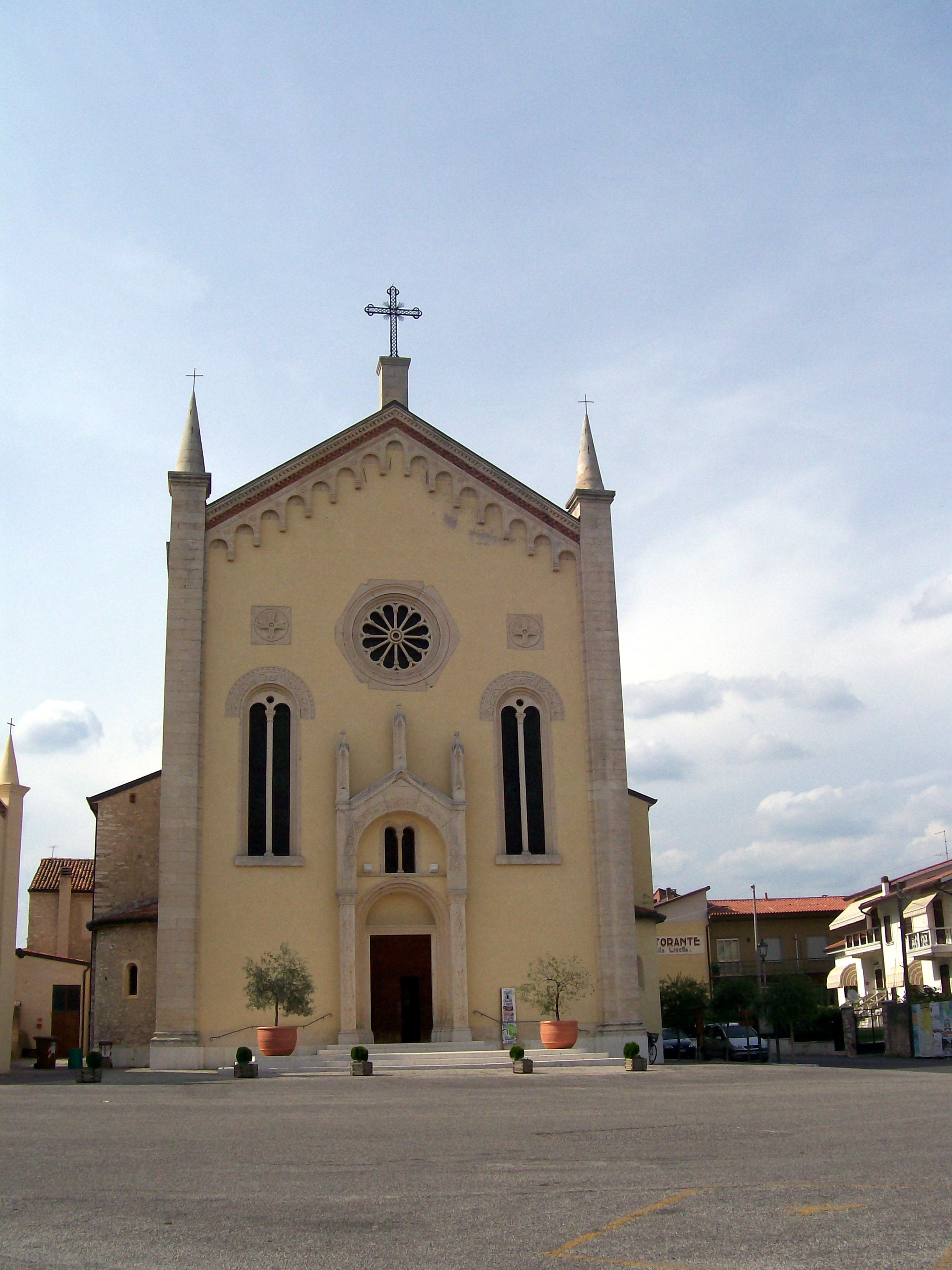
Facciata della chiesa parrocchiale di San Zeno Vescovo in Cellore
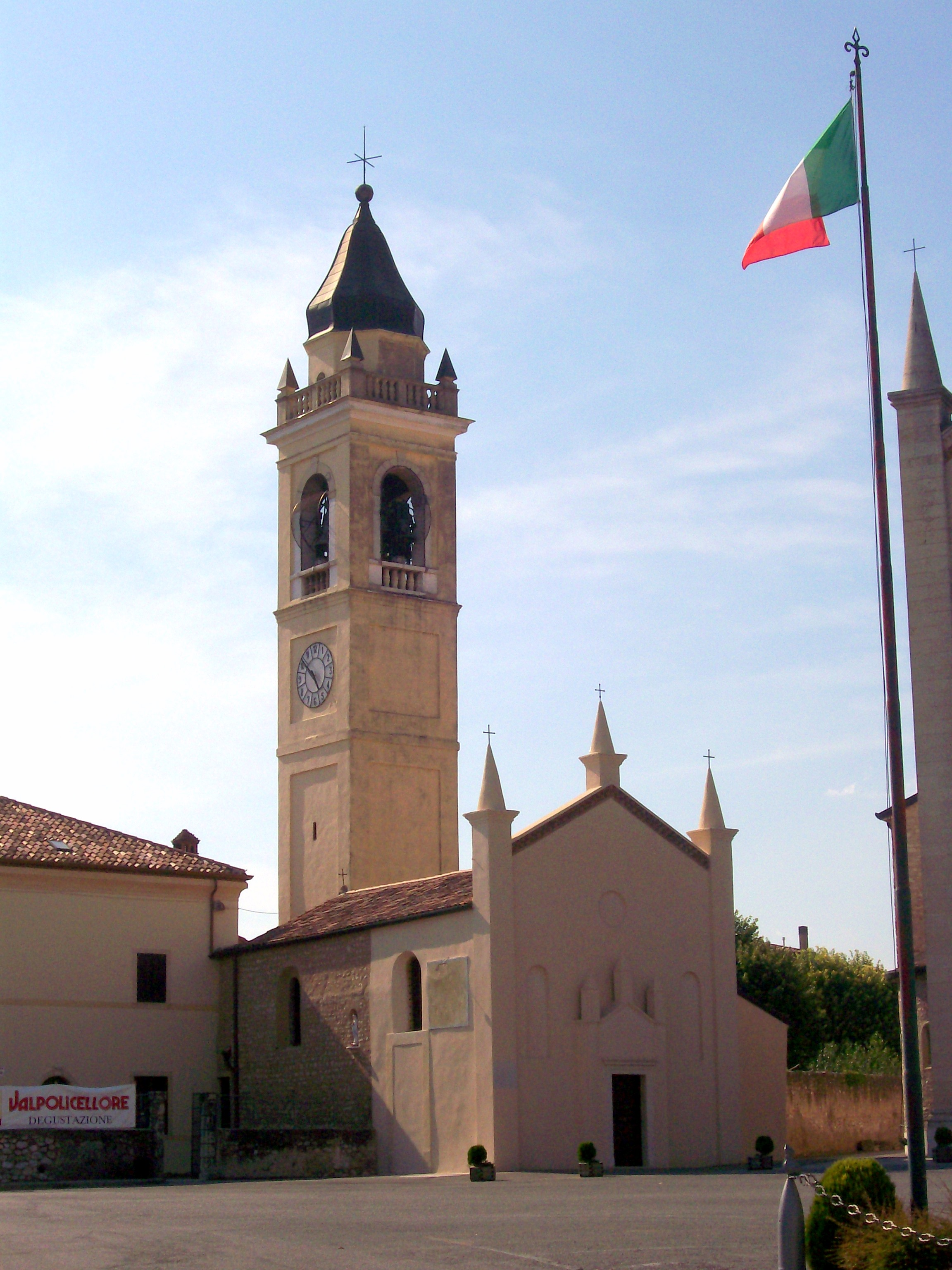
L'Abbazia di San Zeno in Cellore e la torre campanaria
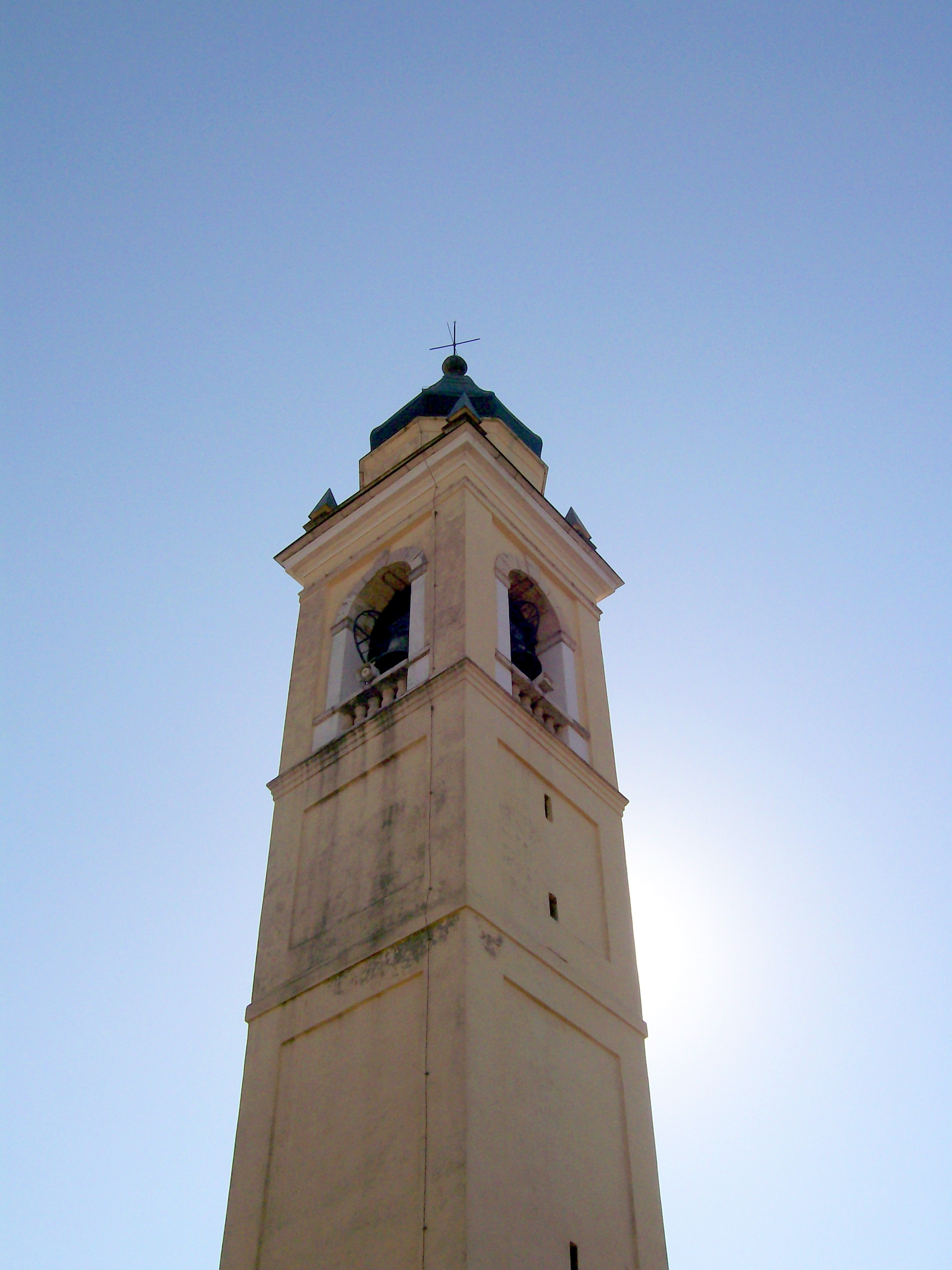
Il campanile di Cellore